# HDMY Dannebrog (A540)

Insignia del barco

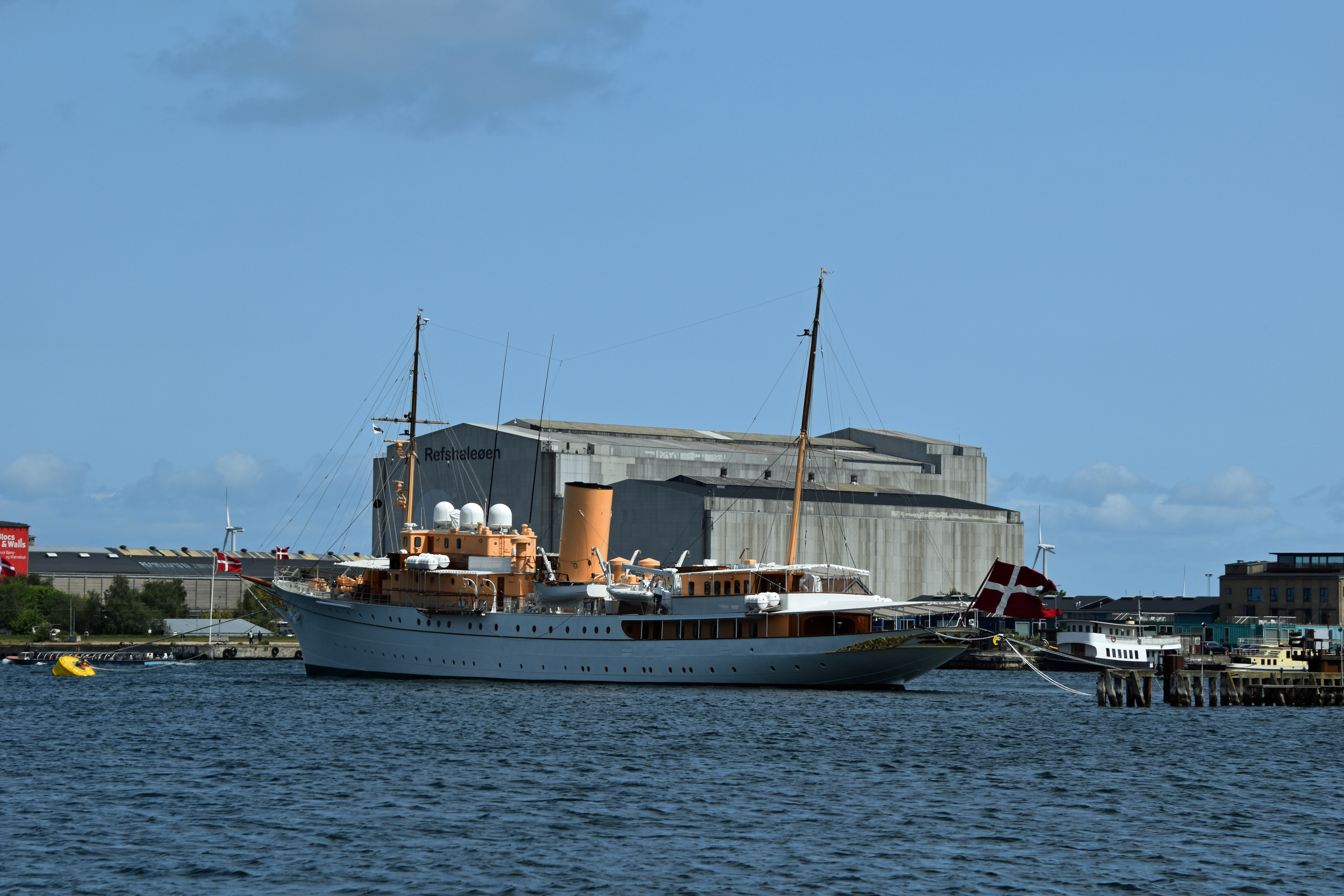
En Copenhague en el año 2023

El yate real Dannebrog (A540) (Danés: KDM Dannebrog) fue inaugurado por reina Alejandrina en Copenhague en 1931 y puesto en servicio el 26 de mayo de 1932. El yate sirve ahora como residencia oficial y privada del rey Federico X, y miembros del Familia Real cuando se encuentren en visitas oficiales al extranjero y en cruceros de verano en aguas danesas. Cuando está en el mar, el Yate Real también participa en servicios de vigilancia y salvamento marítimo.

## Características
El Dannebrog, llamado así por el bandera de Dinamarca, fue construido en 1931–1932 en el Astillero Naval de Copenhague. Reemplazó al anterior barco real, un barco de vapor de paletas de 1879, también llamado Dannebrog. El yate originalmente tenía dos funciones: servir como Yate Real en tiempos de paz y convertirse en un barco hospital en tiempo de guerra. Sin embargo, dada su edad, es muy poco probable que la llamen a retomar este último papel en el siglo XXI.
Su construcción es de acero remachado sobre marcos transversales. El barco tiene un arco cortapelos y un popa elíptica. Visto desde un lado, el barco se puede dividir en dos secciones. Delante del embudo hay espacio para la tripulación, cualquier carga y el motor. En la parte trasera se encuentra el "Apartamento Real", que podría albergar a los pacientes si alguna vez el yate fuera necesario como barco hospital. En las visitas a puertos daneses y extranjeros, la curbierta se utiliza para recepciones.
El Alojamiento Real comprende despachos para el rey y la reina consorte, un comedor, un salón, dormitorios, etc. Los padres del actual rey se interesaron personalmente por el equipamiento del barco y la elección del mobiliario. El Apartamento Real contiene muebles y accesorios del anterior buque real de 1879.
El yate real Dannebrog es un comando independiente, administrado por el Jefe de la Casa Naval del Rey, que es miembro de la Casa Real. La tripulación del Dannebrog está compuesto por 9 oficiales, 7 sargentos, 2 marineros alistados y 34 reclutas. Los oficiales normalmente son adscritos por períodos de dos a cuatro años, mientras que los reclutas permanecen sólo un verano.

## Viajes

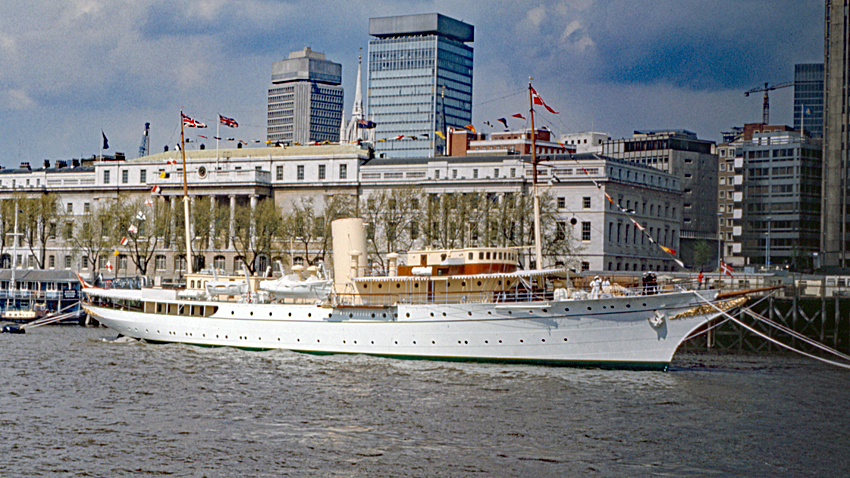
Sobre el río Támesis en la ciudad de Londres durante una vista oficial en el año 1974

Desde su puesta en servicio en 1932, Dannebrog ha viajado más de 400.000 millas náuticas (700.000 km) y ha visitado la mayoría de los puertos Dinamarca, Groenlandia y las Islas Feroe. El yate también visitó puertos europeos, especialmente en Francia, y navegó por los mares Mediterráneo y Caribe. En la Operación Safari, en 1943, Dannebrog fue el único barco que los alemanes no tocaron. El 7 de julio de 1956, Dannebrog chocó con el balandro británico HMS Polo rojo, rompiéndole el bauprés.

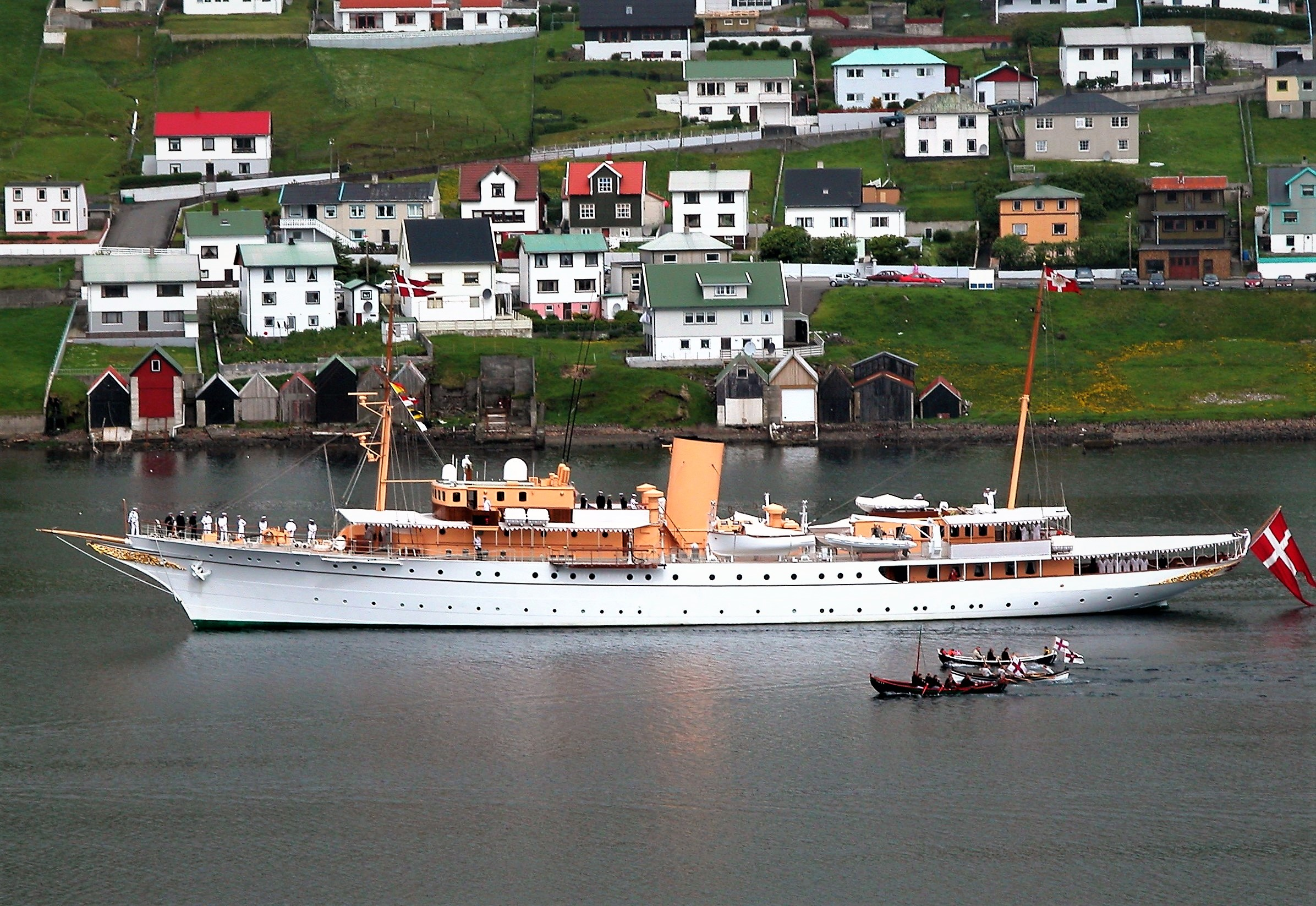
Frente a las Islas Feroe en el año 2005

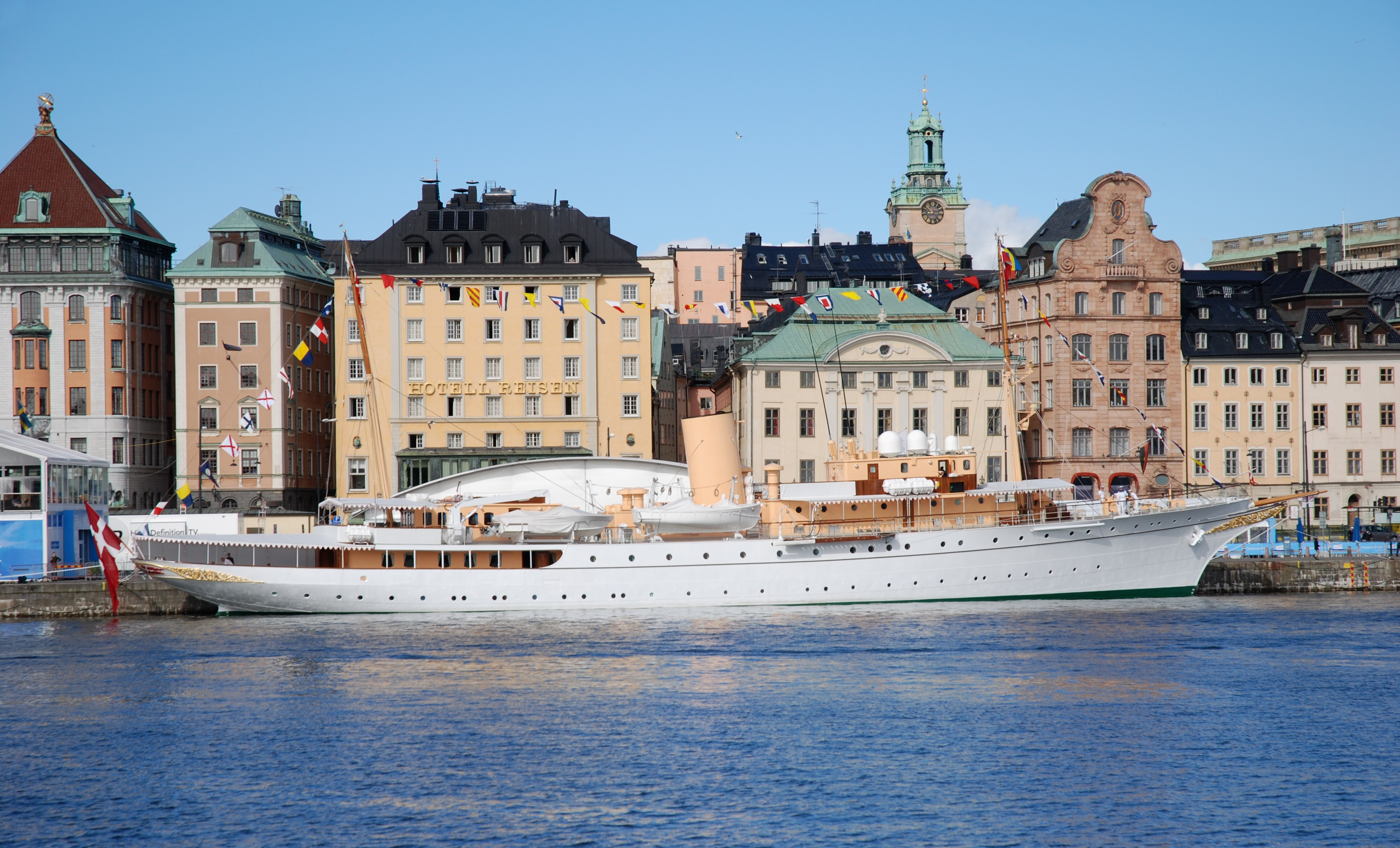
En Estocolmo en el año 2010

Jørgen Hviid sirvió como uno de los capitanes del barco. En 1980–81 se llevó a cabo una importante revisión para prolongar la vida útil del yate hasta el siglo XXI. Todavía se encuentra en excelentes condiciones y se han realizado importantes mejoras, incluida la sustitución de los motores principales.